# 伯恩哈德·凯撒·爱因斯坦
伯恩哈德·凯撒·爱因斯坦（英語：Bernhard Caesar Einstein，1930年7月10日—2008年9月30日），美籍瑞士工程师，是著名物理学家阿尔伯特·爱因斯坦的孙子、汉斯·爱因斯坦的儿子。伯恩哈德·爱因斯坦是阿尔伯特·爱因斯坦有血缘关系的孙辈中唯一活到成年的一位。
伯恩哈德·爱因斯坦曾就读于美国加州大学伯克利分校、瑞士苏黎世联邦理工学院，毕业后成为了一名工程师，曾任职于德州仪器等机构，并获得过许多电子工程方面的专利。

## 生平
1930年出生于德国的多特蒙德（魏玛共和国），是汉斯·爱因斯坦的长子、物理学家阿尔伯特·爱因斯坦的孙子。伯恩哈德的两个弟弟均在幼年时期夭折。后来汉斯·爱因斯坦还领养了一个女儿（艾弗琳·爱因斯坦），她也成为了伯恩哈德·爱因斯坦的妹妹。
伯恩哈德8岁时跟随父亲汉斯·爱因斯坦来到美国。他的青少年时光最初在南卡罗来纳州的格林维尔度过，而后搬到了加州的帕萨迪纳，最终定居于加州伯克利，他的父亲汉斯·爱因斯坦在加州大学伯克利分校担任水利工程学教授。
伯恩哈德时常去位于新泽西州普林斯顿市的爷爷家里，而阿尔伯特·爱因斯坦也时常会与孙子伯恩哈德去纽约州等地的湖上划船、航行。
伯恩哈德在美国加州大学伯克利分校度过了大学的前两年，而后参军，在加州蒙特雷等地接受了美国陆军的训练，并被派遣到德国南部。最终重新回归大学，进入瑞士苏黎世联邦理工学院攻读物理。
毕业后，伯恩哈德回到美国，成为了一名工程师，曾任职德州仪器、Litton Industries等机构，一生获得过许多工程学专利。

## 家庭
伯恩哈德在参军期间认识了他未来的太太Doris Aude Ascher，当时他被美军派遣驻扎德国南部。1954年，伯恩哈德与Doris结婚，二人一生共育有5个子女。
1955年，阿尔伯特·爱因斯坦逝世，去世前他将自己的小提琴赠予了孙子伯恩哈德·爱因斯坦。